# Metodologia a riduzione di ossigeno per la prevenzione incendi
La prevenzione incendi con sistemi a riduzione di ossigeno, denominati anche impianti a deplezione di ossigeno, è un sistema attivo per la protezione dagli incendi, basato sulla riduzione permanente della concentrazione di ossigeno nei locali protetti. A differenza degli impianti di estinzione o soppressione degli incendi, la metodologia a riduzione di ossigeno previene e quindi elimina un principio di incendio.

## Concetto
Il concetto di funzionamento del sistema a prevenzione di incendi a riduzione di ossigeno  si basa sul principio del triangolo del fuoco, ovvero nel caso specifico riducendo il livello di ossigeno (comburente) presente nell'atmosfera all'interno dell'area protetta, la combustione risulterà impossibile, pur mantenendo allo stesso tempo un tenore di ossigeno tollerabile per l'uomo.

## Applicazioni
Il sistema di prevenzione incendi a riduzione di ossigeno è adatto per le seguenti applicazioni:
- Magazzini automatizzati - intensivi
- Magazzini frigoriferi: congelamento, refrigerati
- Magazzini alimentari
- Cartiere
- Archivi cartacei, dati, film
- Musei
- Data Center
- Sale Server, CED, Server Farm
- Cabine elettriche e di trasformazione
- Depositi ospedalieri
- Istituti di credito
- Ecc.

## Standard e normative in vigore
- ÖNORM[1] F 3073: Pianificazione, progettazione, montaggio, messa in funzione e manutenzione di impianti di riduzione dell’ossigeno
- ÖNORM F 3007: Sistema di riduzione dell’ossigeno
- ÖNORM F 3008: Sistema di riduzione dell’ossigeno - centrale di controllo CIE UNIT
- TRVB S 155: Requisiti di progettazione, realizzazione e funzionamento per i sistemi di riduzione dell’ossigeno tramite azoto all’interno di fabbricati dal punto di vista della tecnica antincendio
- BSI PAS 95:2011: Impianto ipossico per la prevenzione incendi in ambienti presidiati
- EN 16750:2017 Fixed firefighting systems — Oxygen reduction systems — Design, installation, planning and maintenance
- ISO 20338:2019 Oxygen reduction systems for fire prevention — Design, installation, planning and maintenance

### Italia
- Comunicazione privata a seguito di quesito tecnico, effettuata dal Ministero dell'Interno con Protocollo n. 0007059 del 21.05.2012
- Testo Unico, Decreto 3 agosto 2015 "Approvazione di norme tecniche di prevenzione incendi, ai sensi dell'articolo 15 del decreto legislativo 8 marzo 2006, n. 139" pubblicato il 20 agosto 2015 dalla Gazzetta Ufficiale
- UNI EN 16750:2017 Installazione fisse antincendio - Sistemi a riduzione di ossigeno - Progettazione, installazione, pianificazione e manutenzione (entrata in vigore 5 ottobre 2017)

## Salute e Sicurezza
Sull'uomo, l'atmosfera modificata all'interno dei locali prodotti, ha lo stesso effetto delle permanenza a determinati livelli di altitudine. Le informazioni relative agli accessi e la permanenza nei locali protetti, sono riportate da:
- AI, Arbeitsinspektorat;[2]
- SUVA, Schweizerische Unfallversicherungsanstalt;[3]
- DGUV, Deutsche Gesetzliche Unfallversicherung;[4]
- UIAA, Medical commission of Union Internationale Des Associations D’Alpinisme.[5]